# Résidence Arc-en-ciel
Pour les articles homonymes, voir Arc-en-ciel (homonymie).
 (septembre 2007).
Si vous disposez d'ouvrages ou d'articles de référence ou si vous connaissez des sites web de qualité traitant du thème abordé ici, merci de compléter l'article en donnant les références utiles à sa vérifiabilité et en les liant à la section « Notes et références ».
La Résidence Arc-en-ciel est un quartier de la commune de Rémire-Montjoly, en Guyane française, également appelé village brésilien ou BP 134. 
Il compte environ 2 000 habitants, la plupart brésiliens ou d'origine brésilienne.
Le quartier comprend une épicerie et des églises protestantes.